# Fiat Vehículos Industriales
Fiat Veicoli Industriali fue la división de vehículos industriales del grupo Fiat S.p.A., antes de la creación de Iveco en 1975. Desde un principio, Fiat V. I. se encontraba dividido en tres divisiones:
- Camiones pesados, de 4 a 120 toneladas, cuyo código de fabricación era la serie 600.
- Equipo militar, formado por camiones y otros vehículos blindados, cuyo código de fabricación era el de la serie 6000.
- Autocares y autobuses, con el código de serie 300 para la línea de autobuses y GT y serie 400 para los autobuses urbanos, antes de la creación de Iveco en 1975 e Iveco Bus en 1999.

## Historia
El primer vehículo industrial creado por la que se designaba Fiat V.I. en aquellos tiempos, fue el Fiat 24HP, en 1903. Desde entonces, el grupo italiano se ha enriquecido mediante sociedades recompradas, principalmente en Italia, y la creación de filiales en el extranjero.

### Principales hitos y fechas
- 1899 – creación de la F. I. A. T.
- 1903 – primeros vehículos industriales, los Fiat 24HP.
- 1925 - Fiat compra el constructor S. P. A. (Società Piemontese Automobili) de la familia Ansaldi.
- 1929 - la creación de un consorcio, Fiat V. I. (Fiat Veicoli Industriali), incluyendo Fiat sector (vehículos comerciales) y el control de S. P. A. y Ceirano. (SCAT-Ceirano).
- 1930 - Fiat V. I. coordina la planificación de sus productos, la fabricación de partes comunes y las ventas de todos los tipos. La gama de productos, Fiat cubre la entrega de los vehículos con una capacidad de 0,3 toneladas camiones de 10 toneladas y autobuses de 16 a 40 asientos.
- 1931 - Fiat adquiere un interés mayoritario en Ceirano & C. y la integra en S. P. A..
- 1933 - OM - Officine Meccaniche (ex coches) Züst SpA es tomado por Fiat y las plantas en Brescia y Suzzara están integrados en Fiat V. I.. La fabricación de automóviles, OM-Züst es abandonado. OM es dedicada a camiones civiles, chasis para autobuses, de trenes de equipos y productos agrícolas.
- 1935 - Fiat compra el 100% de Ceirano & C. y la confía a la dirección de la OM. La fabricación de Ceirano queda interrumpida, pero el establecimiento garantiza la fabricación de camiones S. P. A.
- 1937 - la Fusión de las unidades de OM Milán y OM en Brescia.
- 1947 - S. P. A. garantiza la fabricación de todos los vehículos pesados de Fiat en la fábrica de río Stura en Turín.
- 1949 - Fiat-Simca adquiere el fabricante francés UNIC.
- 1952 - la creación de la DINA ELLA en México para la fabricación local de la modelo Fiat 682N y 682T
- 1956 - UNIC adquiere la filial francesa de los camiones Saurer, famoso fabricante suizo de camiones.
- 1961 – primer acuerdo de colaboración con el carrocero de Túnez, el STIA, para chasis de autobús,
- 1967 – segundo acuerdo con el STIA para la fábrica local de camiones, Fiat V. I.
- 1966 – Fiat V. I. absorbe su filial francesa UNIC SA.
- 1969 – Fiat compra Lancia, y la división de Lancia V. I. es integrada en Fiat V. I.  y se convierte en Lancia Veicoli Speciali. El principio de la fabricación de la filial de Fiat V. I. Argentina modelos de Fiat 619N - 619N3E y Fiat 697N y 697T con un peso bruto de 45 t,
- 1973 - Alfa Romeo asigna el 43% del capital social de su subsidiaria camión brasileño F. N. M. para Fiat V. I.,
- 1974 - Fiat V. I. compra el 75% de la fabricante alemana Magirus-Deutz en el grupo Klöckner-Humboldt-Deutz, que se convertirá en Deutz AG,
- 1975 – la creación de IVECO - Industrial VEhicles COrporation, que incluye las marcas Fiat V. I., OM, Lancia Veicoli Speciali, UNIC y Magirus-Deutz.
- 1976 - Todo el grupo Alfa Romeo fue comprado por Fiat y F. N. M. se convierte en Fiat Diesel.

El resto de la historia se relaciona con Iveco para civil pesada, Iveco Vehículos de Defensa para el equipo militar y de IVECO Bus hasta 1999, se convirtió en Irisbus, tras la integración de la división de transporte de la gente de la francesa Renault V. I. y, a continuación, cambiado el nombre de Iveco Bus en 2015.

### Desde el origen hasta 1918
El primer camión con chasis industrial diseñado y fabricado por  F. I. A. T. se remonta a 1903, es el Fiat 24HP. Equipado con un motor de split-sistema de 4 cilindros (dos grupos de 2) 6.370 cm³ desarrollo de 24 HP, de ahí su nombre, de encendido por magneto de baja tensión, y con un único y gran faro de acetileno. Con un peso sin carga de 2.0 toneladas para un peso total de 4.0 toneladas y una longitud de 5,25 m, este vehículo tenía dos particularidades :
- La primera era una caja de cambios con 4 informes de avance y 1 revés, que constituye el centro del chasis, bajo el plato conectado al motor por un eje de transmisión.
- Y la segunda es un motor colocado en la parte frontal, parte que sobresale debajo de la posición de conducción.

Esta configuración revolucionaria, anunció la formación contemporánea. En 1906, otro camión de cabina avanzada, fue producido con un motor de 40 caballos, de 7,4 litros y una capacidad de carga de 5 toneladas. En 1907, F. I. A. T. no quería pasar la oportunidad para la fabricación de ómnibus imperial y así satisfacer las licitaciones de las grandes empresas y el transporte público, estos 2 modelos, un tipo de luz con una capacidad de 16 pasajeros, el Fiat 18-24 HP, y un modelo para 36 pasajeros, el Fiat 24/48 HP. Estos vehículos podrían alcanzar la velocidad considerable en el tiempo de 39 km/h.
La calidad de fabricación es muy alta, lo que hizo que el éxito fuese inmediato. En 1908 fueron un centenar de vehículos los que salían de las fábricas de los alrededores de la ciudad: en 1914 eran 1.500 unidades y fue con el anuncio de la Primera Guerra Mundial cuando la demanda parecía alcanzar hasta más de 17.000 unidades. De esa manera, en 1917. F. I. A. T. se convierte en uno de los mayores fabricantes de vehículos industriales y militares de la época.
En 1908, Fiat tiene un motor nuevo para el peso pesado, el 35/45 CV, 6 cilindros en dos bloques de 3. Así que después de dos años de pruebas, con la ayuda del ingeniero alemán Rudolf Diesel, la división de Fiat Grandi Motori tiene un motor diésel de dos tiempos, para uso marítimo.
Los vehículos de esta época se tenía de la cadena de unidades. Fiat ya había encontrado aplicación para el invento llevado a cabo en 1545 por el matemático milanés Gerolamo Cardano (1501-1576), quien describió el conjunto que lleva su nombre en el tratado de física De subtilitate rerum. En el léxico de Fiat, este tipo de articulación se denomina articulación de cv. Fiat ha equipado sus vehículos, y a partir de 1910, el nuevo chasis industrial también estarán habilitados, lo que significa la interrupción prematura de los canales.

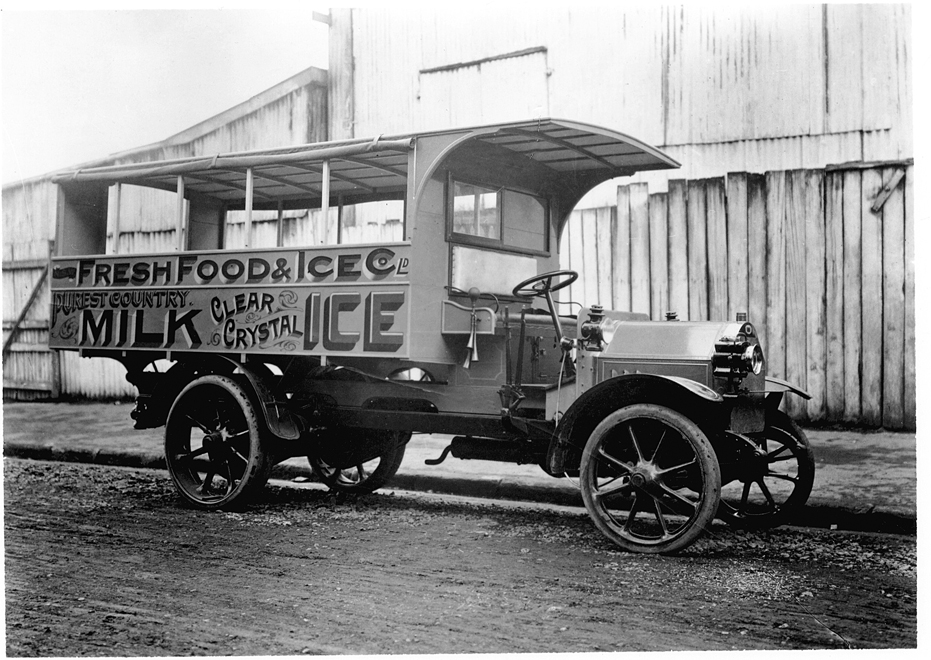
Fiat 18 BL

En 1909, Fiat comentarios, en el comando del ejército del Rey de Italia, un nuevo camión multipropósito, el transporte de tropas y equipo, y se introduce la Fiat 15 que marca el comienzo de la bomba de gas en este tipo de vehículo, en lugar de una alimentación por gravedad. El tipo 15, será un gran éxito y estará disponible en la versión de 15 bis, denominado tipo de Libia, por sus hazañas en este país, que fue una colonia de Italia, y el Fiat 15Ter equipado con un motor más potente que se basan en el modelo Tipo, por el Italo-turca de la Guerra en Libia.
Seguido del Fiat 18BL, robusto titular de 6 toneladas, equipado con un motor altamente confiable de 38/40 HP, moderno, de 4 cilindros mono-bloque, pero aun con cadenas de bajo cárter y vendajes completo, que consideran más seguro por el estado mayor del ejército. El Fiat 18BL serán fabricados en las 20.000 copias, una gran figura para el tiempo, se va a equipar a muchos de los ejércitos aliados durante la Primera Guerra Mundial.
En 1911, el Fiat es el lanzamiento de un nuevo vehículo, es muy innovadora, el Fiat F2. Camión ligero de 1,78 tonelada de peso para una capacidad de carga de 1,0 toneladas, tiene una cubierta trasera sin cuerdas, un nuevo bloque de motor de 4 cilindros, 15/20 HP, un magneto de encendido de alta tensión, y ruedas con neumáticos y no de los neumáticos, completo. Este revolucionario modelo fue comercializado por una década en muchos países.
En 1912, Giovanni Agnelli, fundador de Fiat y visionario, se crea la SITA (Sociedad italiana de Vehículos de Transporte) en la primera compañía del mundo en su tipo, que garantiza el transporte de personas y mercancías.

### De 1918 a 1939
En 1918, F. I. A. T. simplifica su nombre, que hasta entonces debía aparecer en letras mayúsculas y con los signos de puntuación entre cada letra, sustituyéndolo por el mucho más sencillo de Fiat S.p.A. (S.p.A. significa, simplemente, una sociedad anónima, sociedad anónima , en italiano). Es también en 1918, la firma presentó la primera locomotora, el LT58 motor diésel V16G 180 caballos de fuerza con inyección directa. En 1919, la compañía construyó su primer avión biplano AN1, equipado con un motor diésel de 220 caballos de fuerza.
En 1925, el Fiat es el desarrollo de la primera barredora camión, el Fiat 603.
No fue hasta 1929 que Fiat decidió separar la fabricación y la comercialización de camiones y vehículos comerciales y furgonetas – los vehículos derivados en el lenguaje de la Fiat, que corresponden a la LCV de nuestros días - por la creación del consorcio, Fiat V. I. , que incluye la producción de Fiat S. P. A. (Empresa Piemontese Coches) y Ceirano, este consorcio, se convertiría en una división de V. I. grupo Fiat S.p.A. En paralelo, Fiat crea una verdadera red comercial y de asistencia, así como un préstamo de la empresa, el SAVA.
Fiat tiene una gama completa de productos para satisfacer todas las demandas de los mercados mundiales, que van desde el Fiat 509 a 300 kg de carga útil en el gran SPA 31 y sus 3000 kg, pasando por el Fiat 605 de 1926 y su famoso motor de gasolina de 6 cilindros, 3446 cm3.
Nota: no es necesario comparar los costos de la época con los actuales gastos que son de 38 t en Francia y 44 t en Italia y en casi todos los países europeos, en PTC/PTR.
Ya en 1929, aparece un nuevo modelo de camión de tonelaje medio, 2, 2.5, 3.5, toneladas de carga útil – el Fiat 621. Este camión será un éxito nunca igualado. De hecho, va a ser fabricados no solo en Italia, sino también en Polonia, en la URSS por el AMO, y por Mitsubishi en Japón, para sus mercados internos, respectivamente. Casi 50 000 copias en sus muchas versiones, una eléctrica y gas productor. Equipado con un motor de Fiat gasolina de 6 cilindros 2516 cm3 de 44 ch , con el lado de la válvula, el Fiat 621 es el primer camión se vende con una cabina cerrada. Poco después aparece el Fiat 621P, el primer camión de 3 ejes y una capacidad de carga de hasta 3500 kg a un MÁXIMO de 6400 kg. Muchas otras versiones seguido hasta 1939. Será el primer camión con regularidad ser importados en Francia.
Características técnicas de Fiat 621 de 1929 :
- Motor Fiat 122A - 6 cilindros diésel de 2.516 cm³ - 44 hp - Velocidad máxima : 56 km/h
- GVW : hasta 4,8 t - Peso en vacío : 2,96 t - Autonomía : 400 km en la carretera, a 340 km de todos los terrenos

Desde 1906, Fiat desarrolló el motor diésel, en conjunto con el ingeniero alemán Rudolf Diesel. Fue en 1908, que el primer motor diésel, se utilizó en un barco. En 1918, en un patio de motor. Y, en 1919, Fiat presenta el primer avión biplano AN1, con un único motor diésel.
Pero será necesario esperar hasta 1931 para ver el primer camión con un motor diésel, el Fiat 632N (N significa Nafta/diésel en italiano, este signo será en todos los camiones Fiat de la serie 600 "Baffo", hasta 1975). Muy bonito camión, cuyas líneas se inspiran Marius Berliet, impulsado por un 4 cilindros de motores diésel con inyección directa de 5570 cm3 ohv desarrollo de 60 ch a solo 1800 tr/min, y una capacidad de carga de 4 toneladas.
La primera de aviones de gran tamaño será, en 1931, el Fiat 634N, equipado con un motor de 6 cilindros de 8355 cm3 el desarrollo de 80 ch a 1700 tr/miny una capacidad de carga de 6 toneladas. Este camión se convertirá en un estándar en las carreteras de los países Europeos, porque es la primera en ofrecer :
- llantas tipo de artillería,
- una distribución eléctrica sub-24 voltios,
- un camarote para el conductor durante los viajes largos. Será solo 7 años después de que Louis Renault ofrecerá la misma comodidad en su nuevo camión de 3 ejes, AFKD.

El Fiat 618C es la versión de colonial civil camión 618 de 1934. Fue producido a partir de 1935 para el Ejército italiano durante la campaña de África Oriental italiana. 1.358 Fiat 618C fueron utilizados en el frente del norte, y muchos otros se utilizaron en Somalia. Un problema de sobrecalentamiento del motor hizo que  Fiat decidiera introducir algunos cambios. Durante los ejercicios llevados a cabo en mayo de 1938, en Libia, el Fiat 618C se considera muy adecuado para su uso en las colonias, debido a la gran transmisión proporciones y una velocidad excesiva. El camión, sin embargo, estaba involucrado en la guerra civil española, donde más de 1 700 ejemplares fueron utilizados. Esta era la oportunidad de diversos experimentos en el campo, incluyendo la instalación de una ametralladora a un vehículo anti-aire, pero sabía también de las transformaciones en el taller de la campaña, en una ambulancia, camión o tractor de la artillería.
El Fiat 618 fue producido en versión ambulancia "reglamentaria", y fue utilizado no solo por las unidades del rey de Italia, sino también por la Milicia, la Guardia di Finanza y, finalmente, la fuerza Aérea italiana. Aunque su producción cesó en 1937, en previsión de su sustitución por el SPA CL39, el Fiat 618M Colonial todavía estaba en servicio en el comienzo de la Segunda Guerra Mundial. Hoy en día sólo se conserva un ejemplar en el Museo Histórico de la motorización militar italiana.
En 1933, Fiat compró otra empresa italiana OM con plantas en Brescia y Suzzara. En 1935, fue presentado un modelo, el Fiat SPA 38R, con un motor diésel de 4 litros, 55 caballos de fuerza, una capacidad de carga de 2.5 toneladas y una velocidad de 50 km/h. En 1937, Italia impone nuevas normas que establecen las características dimensionales de cada categoría de vehículo de transporte. Para vehículos industriales, por lo que habrá 3 categorías, los ligeros, el tonelaje promedio y los pesados.
Para Fiat S. p.A. la primera categoría es muy abundante, entre los vehículos derivados de los coches y camiones pequeños : Fiat 614 – Fiat 618 – Fiat 508 Balilla – Fiat 500 Topolino Belvedere – Fiat 508C (que se convirtió en Simca 8 1100 y 1200 – etc, la segunda es también con el nuevo Fiat 621, para el sistema de la cabina de la cubierta se vuelve desfavorable.

### De 1939 a 1945, (Segunda Guerra Mundial)
Tan temprano como en 1939, Fiat presenta un nuevo concepto para sus camiones, la cabina avanzada. Fiat recuperó la idea de su primer Fiat 24HP 1903. Esta novedad mundial será una fecha y en nuestros días, uno se sorprende casi a venir a través de algunos raros camiones para cubrir, tales como los camiones estadounidenses. Estos nuevos camiones de ser los dueños de la carretera, el Fiat 625 3.5 toneladas de capacidad de carga, Fiat 626N tonelaje promedio y Fiat 666N gran titular. La Segunda Guerra Mundial estalló en 1939, y Fiat, como todos los constructores de la patria en la guerra, la militarización de sus producciones. Es la filial S. P. A. , que se basa la gama pesada y militar de las salidas. El vehículo más típico de este período es, sin duda, el Fiat 727, un verdadero semioruga de infantería a la liga, es impresionante, con su enorme delantera de la rueda y su eje trasero de las orugas.
El Fiat 626N fue la primera y la más ampliamente distribuida de la cabina del camión, unificada, construido a partir de 1939 y todavía en producción durante el período de la posguerra. En su presentación a las autoridades militares en 1939, el Fiat 626N se define como un camión que es moderno, eficiente, seguro, tiene una excelente relación peso / potencia y capaz de ser utilizado, en parte, en cualquier tipo de terreno. Pero su experiencia en el Norte de África le permitió resolver un problema de la potencia del motor y de la duración de la vida cuando se carece de filtros de aceite. Muchos 626N y NM se envían también en Rusia, pero estaban mal adaptados al clima muy riguroso invierno de Siberia, a pesar de los cambios realizados por Fiat, en comparación con la versión civil.
Una versión militar, alimentado con gasolina, el Fiat 626BLM, fue desarrollado y ampliamente utilizado, demostrando excelentes calidades, en particular gracias a la gran flexibilidad de su motor. Por otro lado, la versión con tracción a 4 ruedas motrices 626BLM, excelentes beneficios, todavía estaba en la etapa de juicio, durante el armisticio. Versión ambulancia, el Fiat 626N fue particularmente distribuidos dentro de las unidades médicas del ejército del Rey de Italia. También podemos mencionar las versiones de camiones tanques, y cocinas móviles a estos modelos.
- Motor Fiat 326 - 6 cilindros diésel de 5 750 cm³ - 70 hp a 2 200 tr/min - Velocidad máxima : 63 km/h
- PESO : 7,6 t - Peso en vacío : 3,16 t.

Este vehículo fue utilizado también en otros ejércitos : el Ejército francés había ordenado 1.650 unidades de antes de la guerra, pero solo 700 fueron entregados. Durante la ocupación alemana, el impulso fue dado para el desarrollo de la Fiat 626 para el gasificador. Una serie, denominada Fiat 626 BM y equipado con un cuerpo-Einheit, fue construido especialmente para la Wehrmacht : 3.323 Fiat 626 fueron entregados a los Alemanes en 1944, y el 23 de enero de 1945. Algunos de ellos fueron usados por el ejército italiano después de la debacle de alemán en 1945.
El Fiat 666N vio la luz del día en 1940. Se trataba de una pesada versión del Fiat 626N, que también fue utilizado en el frente oriental y en África. La gasolina versión, la 666BM, nunca había entrado en producción, a diferencia de la del 626, porque no fue aprobado hasta junio de 1943.
La versión del Fiat 666 tracción en las 4 ruedas, bautizado Fiat 665NM, compartían la mayoría de sus componentes con el 666 con el fin de facilitar el mantenimiento y las reparaciones, fue adoptado por la circular 71587/103.1.4 de fecha 24 de noviembre de 1942, al mismo tiempo que los blindados de la versión de la 665NM. Este camión blindado fue destinado al Norte de África, donde su arena amarilla. 300 ejemplares de este camión se ordenó, pero ninguno de ellos vio las arenas de África. 110 ejemplares fueron entregados el 30 de abril de 1943, lo que sugiere que el comando no se puede ser totalmente honrado antes de que el armisticio. Aquellos que fueron apoyados por el ejército italiano llegado a los Balcanes, donde la actividad político partidista era más necesario que nunca. Poco después del armisticio, aproximadamente 665NM vehículos blindados fueron vistos en Udine durante su regreso a Yugoslavia, armado con una ametralladora Breda 30 en la cabina. Después de septiembre de 1943, las fuerzas armadas de la RSI se utiliza el camión blindado, igual que la Wehrmacht. En 1944, durante la ocupación alemana, 79 Fiat 666N y 2 Fiat 665N fueron entregados a la Wehrmacht.
Características técnicas de Fiat 666 :
- Motor Fiat 366 - 6-cilindros diésel 9.365 cm³ - 105 hp a 2.000 rpm/min - Velocidad máxima : 50 km/h
- PTAR : 22,2 t - Peso en vacío : 6,0 t - Rango : 390 km en la carretera y 350 km sobre cualquier tipo de terreno

El Fiat 626N y Fiat 666N fue un gran éxito comercial. No es malo decir, como dijeron los expertos de la época, que eran sin competencia. Disminuido en todas las versiones posibles, 4x2, 4x4, 6x2, 6x4, y el chasis para autobuses 666RN, estos modelos requieren el refuerzo del freno neumático de todos sus futuros competidores ; además, están equipadas con motores de robusta, fiable, potente y sobria, de 6 cilindros, respectivamente, 5.750 cm³ y 9.365 cm³.
Durante el año 1942, Fiat pondrá en el mercado el primer vehículo eléctrico, la camioneta Fiat 621E que también tiene una versión de gasificador. Fiat ofrecerá también una versión productor para el Fiat 634, muy generalizada, pero también una versión de Gas natural, el Fiat 634G.
Durante los primeros años de la guerra, la producción en la fábrica de Fiat SPA y nunca ha dejado de crecer. Pero el 21 de noviembre de 1942, la fábrica de Fiat SPA Stura, en las afueras de Turín, es bombardeada y destruida casi por completo. En 1943, la fábrica de Mirafiori, que se ve seriamente afectado. Fiat no tan solo a las plantas ubicadas en la ciudad de Turín, tales como el Lingotto, que todavía estará dañado durante un bombardeo en marzo de 1944, el ejército americano. En junio de 1944, es de nuevo la fábrica de Mirafiori, que había sido reconstruida en parte, a ser de nuevo bombardeado y destruido.

### De 1945 a 1975
Habría que esperar hasta 1950 para que Vittorio Valletta fuese elegido presidente y director general del grupo Fiat S.p.A. 
Pese a la grave crisis financiera y moral que siguió al fin de la guerra, Fiat se había mantenido activo en sus oficinas y desarrolló un plan de recuperación con los nuevos modelos de automóviles, camiones, tractores agrícolas, maquinaria de obras públicas, trenes, aviones y autobuses. De hecho, más que nunca, la consigna "la Tierra, el Mar, el Cielo", se confirma.
A partir de 1948, los nuevos modelos de medios de tonelaje de carga pesada y camiones con cabina avanzada de los llamados unificada, ver la luz del día :
- el tonelaje promedio Fiat 639N, Fiat 640N, Fiat 642N, y Fiat 643N, equipado con un motor de Fiat 364 6 cilindros, 6032 cm3 y 72 hp a 2200 tr/min,
- la pesada Fiat 670N – Fiat 680N, equipado con el motor de Fiat 368 6 cilindros, 10 170 cm3 a 1800 tr/min.

El pequeño Fiat 615N también es una novedad, pero mantiene la cabina es semi-aislada.
En 1951, Fiat se inaugura una nueva planta de camiones con la creación de la DINA SA en México en conjunto con el gobierno mexicano, pero en 1960, la empresa italiana que abandona a su participación.
En 1952, Italia modifica sus reglas de la carretera, e impone nuevos requisitos. Es en este contexto que un nuevo modelo que será el camión de los más famosos del mundo, el Fiat 682N, apodado el rey de África. Introducido por primera vez en la versión del portador 14 t, como es el nuevo código de circulación italiano, que inauguró una nueva cabina, avanzada la famosa cabina Fiat " baffo " - el " bigotes ".
El Fiat 682N luego será traducido en versión 6x2 camiones rígidos y tractor 4x2 en 1953. Estos camiones están equipados con un motor de Fiat 203 a las características sin precedentes, de 6 cilindros en línea de 10 676 cm3 y 140 cv a 900tr/min.
Este motor será el primero de una gran linaje que ha equipado todavía hay algunos camiones Fiat fabricados en Brasil y Australia, el muy famoso motor Fiat 8210 de 13 798 cm3 que se puede desarrollar de 400 hp a 1800 tr/min y un par máximo 900tr/min.
El Fiat 682N será de 4 conjuntos de N a N4 (N1 nunca existió) y estará presente en el catálogo de 32 años.
En 1958, dos modelos para cubrir fueron creados en el UNIC, la C40N y la C50N, 4, y 5 toneladas de carga útil. Permanecieron un tiempo muy corto en el catálogo.
Nota : en Italia, los camiones de esta época tienen un eje de carga de 10 t, que permite :
- 14 t para un 4x2,
- 18 t 6x2 invertida,
- 26 t para un 6x4 y 30 t para vehículos de construcción, 50 t en el convoy excepcional
- 22 t para la 8x2. Si queremos añadir un remolque, el doble de la PTR a ser de hasta 44 t, para un 8 ejes.

En este panorama general, no debemos olvidar el famoso " mil-piernas ", como han sido bautizados en Francia : Fiat 690N, y sus sucesores, el Fiat 691N.
Los franceses profesionales a menudo han sido asombrado por estos convoyes extraño con un transportista con 4 ejes y un remolque es a menudo más largo que el camión de 4 ejes también, o un total de 8 ejes con dos barras de color blanco o rojo para la parte delantera y trasera de los camiones de los italianos. Ellos rápidamente se convirtió en fascinación cuando se enteraron de que eran de carga legalmente 44 t, pero a menudo más de 60 t y tenía el motor estándar (240 hp) para que ellos, junto con sus Berliet o Saviem no se cargan como 35 t y solo había 180 o incluso 200 hp en la mayoría de los. En este momento, no fueron pocos los camiones de otros de la Fiat, OM o Lancia que subió a los pases de Mont-Cenis, de la Pequeña o de la Gran-Saint-Bernard a viajar en Italia, con un PTR de 44 toneladas, y a menudo mucho más.
El Fiat 690N fueron entregados con un motor diésel, Fiat 8210, 6x2 invertida y recibidos en el cuarto eje auto de dirección trasero en los constructores del cuerpo especializado de italiano para convertirse en 8x2, el segundo eje elevable.
En esta línea de aviones de gran tamaño parece ser el Fiat 693, configuración 6x4 construcción. Este camión será rechazada en la versión transportista o tractora 6x4. Le sustituirá en el año 1972 por el Fiat 697 con la cabina avanzada H-Tipo, la configuración de volcado y mezcladora de concreto de 9 m³ con una bomba de hormigón.
En 1966, Fiat se integra a la compañía francesa Unic, en 1969, es el grupo de Lancia, automóviles y camiones pesados, que será comprada por Fiat.
En 1970, un nuevo camión pesado se puso en marcha, el Fiat 619N configuración 4x2 camión rígido, de 19 toneladas de PESO total con carga, y el Fiat 619T, camión tractor con semi-remolque. En 1974, Fiat compra Magirus-Deutz y el 1pt de enero de 1975, IVECO es creado con la combinación de Fiat V. I., OM, Lancia, Unic y Magirus Deutz AG. Pero el nombre de Fiat va a ser utilizado hasta que el nombre de IVECO es una marca registrada en 1982.
En 1975, el código de la autopista italiana evoluciona y adopta los valores del peso y la carga de lo que debe ser el nuevo código europeo, que pasa de los cargos a 12 t por eje, pero con una relación de potencia a peso mínimo de 8 hp/t, lo que explica la 352 ch = 44t x 8 ch. Esto le da :
- 18 t para un 4x2,
- 24 t 6x2,
- 30 t para un 6x4 carretera y 33 t versión del sitio "Mezzo de la Ópera" con 2 giratorio de luces en el techo de la cabina,
- 36 t para una 8x4 o 8x8 versión de carretera, 40 t versión comienza "Mezzo de la Ópera",
- 44 t un operador con remolque o semi-remolque de 5 ejes en su versión de calle, 56 t versión del sitio "Mezzo de la Ópera",
- 72 t excepcionales convoy sin escolta, pero con permiso.
- 120 t excepcionales convoy con una escolta, y la autorización en el curso adecuado.

Esta serie 600 camiones de los años 1960 a 1974, será considerado indestructible por sus usuarios. No es raro ver incluso en la italiana carreteras, pero especialmente en África y Asia, en los países pobres, pero todavía en servicio regular para uso pesado y de unión.

## Listado de vehículos pesados en el FIAT

### Vehículos antes de 1930
| Modelo                          | Tipo                                      | Años de producción | Tipo de motor  | Potencia hp DIN | PTC en toneladas |
| ------------------------------- | ----------------------------------------- | ------------------ | -------------- | --------------- | ---------------- |
| Fiat 24HP                       | Chasis                                    | 1903 – 1905        | 24 HP          | 24              | 6,0              |
| 16 HP 18/24 HP                  | Chasis, Furgón                            | 1906 - 1910        | 16 HP          | 24              | 1,5              |
| 16 HP 18/24 HP                  | Chasis                                    | 1907 - 1910        | 16 HP          | 24              | 2,4              |
| 16 HP 18/24 HP                  | Furgón                                    | 1907 - 1910        | 16 HP          | 50              | 1,2              |
| 24 HP 28/40 HP                  | Camión, Chasis                            | 1907 - 1910        | 28 HP          | 40              | 1,5              |
| Tipo 1F - 12/15 HP              | Camión                                    | 1908 - 1910        | N.A. 4. 80.8   | 16              | 0,7              |
| Tipo 1F - 12/15 HP              | Furgón                                    | 1911 - 1912        | 51             | 16              | 1,5              |
| Tipo 1F(A)-12/15 HP             | Furgón                                    | 1912 - 1915        | 51 A           | 18              | 1,5              |
| 15/20 HP base "Brevetti Tipo 2" | Chasis                                    | 1909 - 1910        | Brevetti 15/20 | 16              | 1,2              |
| Tipo 2F - 15/20 HP              | Chasis, Autobús                           | 1911 - 1912        | 52 A           | 20              | 2,5              |
| Tipo 2F(A) - 15/25 HP           | Chasis, Autobús                           | 1912 - 1921        | 52 B           | 20              | 2,5              |
| Fiat 15 bis                     | Camión, Chasis, Autobús, Ambulancia       | 1911 - 1912        | Brevetti 15/20 | 20              | 3,1              |
| Fiat 15 ter                     | Camión, Chasis, Autobús, Ambulancia       | 1913 - 1922        | 53 A           | 40              | 4,0              |
| AMO ZIL F15                     | Fabricación en Rusia bajo la licencia F15 | 1924 - 1931        | 53A            | 35              | 1,5              |
| Fiat 16                         | Camión, Chasis                            | 1911 - 1912        | 62             | 45              | 11,9             |
| Fiat 17                         | Chasis                                    | 1911 - 1912        | 63             | 25              | 4,0              |
| Tipo 17A                        | Chasis                                    | 1912 - 1913        | 63             | 25              | 3,4              |
| Fiat 18                         | Chasis                                    | 1911 - 1913        | 64             | 35              | 5,8              |
| Fiat 18A                        | Chasis Autobús                            | 1913 - 1915        | 64 A           | 30              | 6,7              |
| Tipo 18 M                       | Chasis, Autobús                           | 1913 - 1914        | 64             | 35              |                  |
| Fiat 18 BL                      | Chasis, Autobús                           | 1914 - 1921        | 64 CA          | 38              | 7,3              |
| Fiat 18 BLR                     | Chasis                                    | 1914 - 1921        | 64 DA          | 40              | 8,5              |
| Tipo 18 BC                      | Chasis                                    | 1915 - 1919        | 64 BA          | 25              | 5,9              |
| Fiat 18 P                       | Chasis                                    | 1915 - 1920        | 53 A           | 40              |                  |
|                                 | Chasis                                    | 1911 - 1912        | 64             | 35              | 9,1              |
| Tipo 30                         | Chasis                                    | 1915 - 1915?       | 67             | 60              | 12,0             |
| Fiat 20 B                       | Chasis                                    | 1915 - 1920        | 67             | 65              | 11,5             |
| Fiat 18 BL/BLR                  |                                           | 1921 -             |                |                 |                  |
| Tipo 18 P                       |                                           | 1920 -             |                |                 |                  |
| Fiat 20 B                       |                                           | 1920 -             |                |                 |                  |
| 502 F                           | Furgoneta, Chasis                         | 1923 - 1926        | 101            | 23              | 0,8              |
| 503 F                           | Furgoneta, Chasis                         | 1926 - 1928        | 103            | 27              | 0,8              |
| Tipo 2 F(A)                     | Furgoneta, Chasis                         | 1921 -             |                | 1,0             |                  |
| 505 F                           | Furgoneta, Chasis                         |                    | 105            | 33              | 1,2              |
| 507 F                           | Furgoneta, Chasis                         | 1927 - 1928        | 107            | 35              | 1,2              |
| 507FA                           | Furgoneta, Chasis                         | 1928 - 1929        | 107            | 35              | 1,5              |
| 603 / 603 F                     | Camión, Chasis, Autobús                   | 1925 - 1929        | 107            | 35              | 2,0              |
| 603 S                           | Autobús                                   | 1925 - 1926        | 112            | 46              |                  |
| 605                             | Camión, Chasis, Autobús                   | 1926 - 1929        | 112            | 46              | 2,7              |
| 605 S                           | Autobús                                   | 1927 - 1929        | 125            | 68,5            |                  |

### Los vehículos de entre 1930 y 1948
| Modelo                | Tipo                                                 | Años de producción | Tipo de motor | Cilindrada | Potencia hp DIN | PTC en toneladas |
| --------------------- | ---------------------------------------------------- | ------------------ | ------------- | ---------- | --------------- | ---------------- |
| Fiat 614              | Camión pequeño con base 514 - Chasis                 | 1930 - 1934        | 114           | 1438       | 28              | 1,0              |
| Fiat 618              | Sustituye al 614, chasis                             | 1934 - 1937        | 118           | 1758       | 38              | 1,25             |
| Fiat 618              | Variante motor                                       | 1934 - 1937        | 118 A         | 1943       | 43              | 1,25             |
| Fiat 618 - M/C        | Versión Militar/ Colonial                            | 1934 - 1937        | 118 A         | 1943       | 43              | 1,34             |
| Fiat 621              | Camión, Chasis                                       | 1929 - 1931        | 121           | 2516       | 45              | 1,7              |
| Fiat 621 L            | Camión, Chasis                                       | 1930 - 1935        | 122 A         | 2516       | 45              | 2,3              |
| Fiat 621 P (6x2)      | Camión, chasis - 3 ejes                              | 1930 - 1934        | 122 A         | 2516       | 45              | 3,5              |
| Fiat 621 N & PN (6x2) | Fiat con motor diésel                                | 1929 - 1931        | 324           | 4580       | 53              | 2,64             |
| Fiat 621 N            | Camión, Chasis                                       | 1934 - 1939        | 324           | 4580       | 53              | 2,64             |
| Fiat 621 PN (6x2)     | Camión, chasis                                       | 1934 - 1939        | 324           | 4580       | 53              | 3,64             |
| Fiat 621 E            | Motor eléctrico                                      | 1938 - 1939        |               |            |                 |                  |
| Fiat 621 RG           | Generador de gas                                     | 1938 - 1939        |               |            |                 |                  |
| Fiat 632 N            | Jumbo fiat                                           | 1931 - 1932        | 350           | 5540       | 55              | 4,0              |
| Fiat 632 RN           | Camión, Chasis                                       | 1933 - 1933        | 350 C         | 5540       | 60              | 3,5              |
| Fiat 632 N            | Camión, Chasis                                       | 1933 - 1934        | 350 C         | 5540       | 60              | 5,0              |
| Fiat 633 N            | Camión, Chasis                                       | 1934 - 1936        | 351 C         | 5540       | 60              | 5,1              |
| 633 NM                | versión militar                                      | 1935 - 1935        | 350 C         | 5540       | 59              | 5,0              |
| Fiat 633 GM           | Generador de gas                                     | 1935 - 1936        | 250 G         | 6647       | 54              | 5,0              |
| Fiat 633 BM           | motor de gasolina                                    | 1936 - 1938        | 250 M         | 6647       | 80              | 5,14             |
| Fiat 634 N            | Camión, Chasis                                       | 1931 - 1932        | 355           | 8312       | 75              | 6,14             |
| Fiat 634 N            | Camión, Chasis                                       | 1933 - 1939        | 355A          | 8355       | 80              | 7,64             |
| Fiat 634 G            | Generador de gas                                     | 1934 - 1939        | 255 G         | 9972       | 80              | 6,74             |
| Fiat 635              | Autocar 30 pl lujo/ 35 normal - gasolina             | 1931 - 1939        | Ceirano       | 5262       |                 |                  |
| Fiat 635 R            | Autobús de rutas                                     | 1932 - 1939        |               | 6220       |                 |                  |
| Fiat 635 RC           | Autobús de rutas.                                    | 1938 - 1939        | 255           | 9972       | 125             |                  |
| Fiat 635 RN           | Autobús de rutas - Motor diésel                      | 1936 - 1939        | 355           | 8355       | 80              |                  |
| Fiat 635 RG           | Autobús de rutas - con generador de gas              | 1938 - 1939        | 255 G         | 9972       | 80              |                  |
| Fiat 626 N            | Camión, autobús- con motor diésel e inyector directo | 1939 - 1940        | 326           | 5750       | 70              | 6,7              |
| Fiat 626 NC           | Colonial                                             | 1939 - 1940        | 326           | 5750       | 70              | 7,1              |
| Fiat 626 NL           | Desde 1945, también tractor-tráiler                  | 1940 - 1948        | 326           | 5750       | 70              | 7,6              |
| Fiat 626 NL           | Militar                                              | 1940 - 1945        | 326           | 5750       | 56              | 7,1              |
| Fiat 626 BL           | Militar                                              | 1941 - 1945        | 226           | 5750       | 70              | 7,1              |
| Fiat 626 RB           | distancia entre ejes larga                           | 1941 - 1942        | 226           | 5750       | 75              | 7,1              |
| Fiat 665 NM           | Versión militar                                      | 1942 - 1944        | 366           | 9365       | 110             | 12,4             |
| Fiat 666 N            | Camión, Autobús                                      | 1939 - 1946        | 366           | 9365       | 100             | 12,2             |
| Fiat 666 NM-RA        | Camión, Autobús                                      | 1940 - 1945        | 366           | 9365       | 105             | 12,0             |
| Fiat 666 NM-RE        | Camión, Autobús                                      | 1940 - 1945        | 366           | 9365       | 95              | 12,0             |
| Fiat 666 N7           | Motor de inyección directa, 4 V,-Camión, Autobús     | 1946 - 1948        | 366/45        | 9365       | 113             | 13,4             |

### Los vehículos ligeros entre 1950 y 1968
| Modelo        | Tipo                                        | Años de producción | Tipo de motor | Cilindrada | Potencia hp DIN | PTC en toneladas |
| ------------- | ------------------------------------------- | ------------------ | ------------- | ---------- | --------------- | ---------------- |
| 615 Tipo 2102 | Camión ligero, Chasis de cabina, furgón     | 1951 - 1952        | 101.005       | 1.395      | 39              | 3,1              |
| 615 N         | Chasis de cabina                            | 1952 - 1956        | 305.010       | 1.901      | 40              | 3,2              |
| 615 N         | Nuevo motor                                 | 1956 - 1960        | 305 B         | 1.901      | 43              | 3,2              |
| 615 N         | Furgón                                      | 1956 - 1960        | 305 B         | 1.901      | 43              | 3,3              |
| 615 N1        | Nueva versión                               | 1960 - 1965        | 305 D         | 1.901      | 47              | 3,5              |
| 615 N1        | Furgón                                      | 1960 - 1965        | 305 D         | 1.901      | 47              | 3,5              |
| 616 N         | Nuevo modelo                                | 1965 - 1966        | 230 A         | 2.693      | 51              | 3,5              |
| 616 N1        | Nueva versión                               | 1966 - 1968        | 230 A         | 2.693      | 51              | 3,5              |
| Zastava 615B  | Fiat 615, motor de 1,9 l de Fiat Campagnola | 1956 - 1965        | 105 A/105 B   | 1.901      | 47              | 3.2              |
| Fiat 616      | Nuevo modelo - Cabina con capucha           | 1968 - 1978        | 237 G         | 2.125      | 65              | 3,5              |
| 616 N2        | Motor diésel de 3 cilindros                 | 1968 - 1971        | 803 A         | 2.339      | 51              | 3,5              |
| 616 N2/4      | Motor de 4 cilindros                        | 1969 - 1971        | 804 A         | 3.119      | 70              | 3,5              |
| 616 N3        | Nievo motor de 3 cilindros                  | 1972 - 1978        | 8030          | 2.592      | 61,5            | 3,5              |
| 616 N3/4      | Motor de 4 cilindros                        | 1972 - 1978        | 8040.02       | 3.456      | 81.5            | 3,5              |
| Fiat 616      | Mayor carga útil                            | 1972 - 1978        | 237 G         | 2.125      | 65              | 3,9              |
| 616 N3        | Motor de 3 cilindros                        | 1972 - 1978        | 8030          | 2.592      | 61,5            | 3,9              |
| 616 N3/4      | Motor de 4 cilindros                        | 1972 - 1978        | 8040.02       | 3.456      | 81.5            | 3,9              |
| 616 N3 - L    | Versión 2,8 t                               | 1972 - 1978        | 8030          | 2.592      | 61,5            | 2,8              |
| 616 N3/4 - L  | Versión 2,8 t                               | 1972 - 1978        | 8040.02       | 3.456      | 81.5            | 2,8              |
| 625 N         | Tonelaje medio, doble cabina                | 1965 - 1966        | 230           | 2.693      | 66              | 4,6              |
| 625 N         | Furgón                                      | 1965 - 1966        | 230           | 2.693      | 66              | 4,6              |
| 625 N1        | Nueva versión                               | 1966 - 1967        | 230           | 2.693      | 66              | 4,6              |
| 625 N1        | Furgón                                      | 1966 - 1967        | 230           | 2.693      | 66              | 4,6              |
| 625 N2        | Nuevo motor                                 | 1967 - 1970        | 804 A         | 3.119      | 70              | 4,7              |
| 625 N2        | Furgón                                      | 1967 - 1970        | 804 A         | 3.119      | 70              | 4,7              |
| 625 N3        | Nuevo motor                                 | 1970 - 1972        | 8040.02       | 3.455      | 81,5            | 4,9              |
| 35/40         | Sucesor de l'OM Orsetto                     | 1973 - 1980        | 8040.02       | 3.456      | 81              | 3,5              |
| 40 NC         | Sucesor de l'OM Cerbiatto                   | 1972 - 1975        | 8040.02       | 3.456      | 81              | 4,0              |
| Zastava 635   | Licencia Fiat/OM, camión                    | 1973 - 1987        | 8040.02       | 3.456      | 81              | 3,5 / 4,0        |
| C 40N         | Camión chasis de origen único               | 1958 - 1959        | 213 - 6 cyl   | 4.678      | 90              | 7,5              |
| C 50N         | Camión chasis de origen único               | 1959 - 1960        | 213 - 6 cyl   | 4.678      | 90              | 8,7              |

### El rango promedio entre 1950 y 1972
| Modelo                                                                 | Años de producción | Tipo De Motor | Desplazamiento cm3 | Potencia hp DIN | PTC toneladas |
| ---------------------------------------------------------------------- | ------------------ | ------------- | ------------------ | --------------- | ------------- |
| Fiat 639 N - 4x4 chasis de Camión - igual que el Fiat 640N 4x4         | 1950 - 1952        | 364 Var. 8    | 6032               | 72              | 8,455         |
| Fiat 639 N CM 50 - 4x4 militar                                         | 1950 - 1952        | 364 Var. 8    | 6032               | 72              | 8,5           |
| Fiat 639 N1 - 4x4                                                      | 1952 - 1955        | 364 Un        | 6650               | 92              | 9,9           |
| Fiat 639 N CM 52 - 4x4 militar                                         | 1952 - 1955        | 364 Un        | 6650               | 92              | 10            |
| Fiat 639 N2 civil - 4x4 nuevo de la cabina                             | 1955 - 1961        | 364 Un        | 6650               | 92              | 9,9           |
| Fiat 639 N2 55 CM (Tipo 6600) 4x4 militar                              | 1955 - 1976        | 364 Un        | 6650               | 92              |               |
| Fiat 639 N2 CM 56 CM (Tipo 6601) 6x6 militar                           | 1956 -             | 203.0 /.1     | 10676              | 220             | 16,0          |
| Fiat 639 N3 (4x4) de las exportaciones militar                         | 1969 - 1976        | 364 A./60     | 7298               | 120             | 11,6          |
| Fiat 645 N                                                             | 1959 - 1967        | 213           | 4678               | 90              | 8,0           |
| Fiat 645 N - Exportación de PTR de 14.8 t con remolque (90 DIN/99 SAE) | 1959 - 1967        | 213           | 4678               | 90              | 8,5           |
| Fiat 645 N militar                                                     | 1959 - 1967        | 213           | 4678               | 90              |               |
| Fiat 645 N1                                                            | 1967 - 1969        | 806 Ha        | 4678               | 100             | 8,0           |
| Fiat 645 N2 nueva cabina                                               | 1969 - 1973        | 806.001       | 4678               | 110             | 8,0           |

#### Los camiones de más de 10 toneladas
| Modelo                                    | Años de Producción | Tipo de Motor | Cilindrada en cm³ | Potencia en hp DIN | PTC en toneladas |
| ----------------------------------------- | ------------------ | ------------- | ----------------- | ------------------ | ---------------- |
| Fiat 650 E Exportación (95-100 ch)        | 1960 - 1965        | 213           | 4678              | 95                 | 10,5             |
| Fiat 650 E - 18 t con remolque            | 1965 - 1967        | 213 A         | 4678              | 97                 | 10,95            |
| Fiat 650 E (97 à 100 ch DIN)              | 1965 - 1967        | 213 A         | 4678              | 100                | 10,95            |
| Fiat 650 E1 separación de los ejes cortos | 1967 - 1969        | 806 A         | 4678              | 100                | 10,95            |
| Fiat 650 E1 separación de los ejes largos | 1967 - 1969        | 806 A         | 4678              | 100                | 10,95            |
| Fiat 650 N idem 645 N con carga 5 t       | 1960 - 1967        | 213           | 4678              | 90                 | 8,5              |
| Fiat 650 N1                               | 1967 - 1969        | 806 A         | 4678              | 100                | 8,55             |
| Fiat 650 N2 nueva cabina                  | 1969 - 1970        | 806.001       | 4678              | 110                | 8,65             |
| Fiat 650 N2 - Exportación 7,5 t           | 1969 - 1970        | 806.001       | 4678              | 110                | 7,49             |
| Fiat 655 N                                | 1969 - 1970        | 806.001       | 4678              | 110                | 9,25             |
| Fiat 650 N3                               | 1970 - 1973        | 8060          | 5184              | 122                | 9,6              |
| Fiat 662 N                                | 1963 - 1967        | 213 A.        | 4678              | 100                | 10,0             |
| Fiat 662 N1                               | 1967 - 1969        | 806 A         | 4678              | 100                | 10,0             |
| Fiat 662 N1 P astillero                   | 1967 - 1969        | 806 A         | 4678              | 100                | 10,0             |
| Fiat 662 N1 PR con remolque               | 1967 - 1969        | 806 A         | 4678              | 100                | 9,4 / 18,0       |
| Fiat 662 N2 nueva cabina                  | 1969 - 1970        | 806 .001      | 4678              | 110                | 11,0             |
| Fiat 662 N2 chasis para autobús           | 1969 - 1970        | 806.001       | 4678              | 110                | 11,0             |
| Fiat 662 N2 - Exportación de astillero    | 1969 - 1970        | 806.001       | 4678              | 110                | 8,99             |
| Fiat 662 N2P astillero                    | 1969 - 1970        | 806.001       | 4678              | 110                | 11,0             |
| Fiat 662 N2PR con remolque                | 1969 - 1970        | 806.001       | 4678              | 110                | 11,0 / 20,0      |
| Fiat 662 N3                               | 1970 - 1973        | 8060.02       | 5184              | 122                | 11,0             |
| Fiat 662 N3P                              | 1970 - 1973        | 8060.02       | 5184              | 122                | 11,0             |
| Fiat 662 T tracor- tráiler (remolque)     | 1969 - 1970        | 806.001       | 4678              | 110                | 18,0             |
| Fiat 662 T1 tracor- tráiler (remolque)    | 1970 - 1973        | 8060.02       | 5184              | 122                | 18,0             |
| Fiat 672 N                                | 1970 - 1972        | 8060.02       | 5184              | 122                | 10,99            |

### Los vehículos OM de la gama media
Hasta 1973, los vehículos de menos de 10 t de productos de PTC por la OM son fabricados y comercializados en Alemania bajo el nombre de Büssing-OM ; en Suiza Saurer-OM  ; en Austria Steyr-OM y en Francia Unic-OM.
- OM Leoncino : 1950 - 1972
- OM Lupetto : 1958 - 1972
- OM Tigrotto : 1957 - 1972
- OM Cerbiatto : 1963 - 1972
- OM Orsetto : 1966 - 1972
- OM Daino : 1967 - 1972

en la forma de un chasis para recibir un cuerpo específico de autobús, en el autobús escolar o mini/midi-los autobuses.
Esta serie se llama zoo, será reemplazado por el rango de la Fiat-OM " S " 50 - 100. Producido en la fábrica de OM de Brescia, con motores OM y Fiat. Se vende bajo las etiquetas de Fiat, OM y OM/Unic con nombres tradicionales, Fiat V. I., que ocupan los PTC en quintales.
A partir de 1975, que también se venden por Magirus, versiones específicas para los países del norte están equipados con motores Deutz, tipos de 50, 60, 75.
La serie va a existir en la versión de doble y triple de la cabina.
A partir de 1976, las cabañas están basculables. Vendido en Suiza bajo la etiqueta de Saurer-OM, tipos 110,130,150, y también construido en Austria por Steyr-OM.
| Modelo      | Tipo de                             | Años de producción | Tipo De Motor | Potencia hp DIN | PTC toneladas | Nb asientos |
| ----------- | ----------------------------------- | ------------------ | ------------- | --------------- | ------------- | ----------- |
| Fiat-OM 50N | ex OM Lupetto 25                    | 1972 - 1974        | 8040 .02      | 81,5            | 4,9           | 20/25       |
| 55 N        | ex OM Lupetto 27                    | 1973 - 1976        | 8040 .02      | 81,5            | 5,6           | 20/25       |
| 65 N        | ex OM Leoncino 30 - Versión < 6 t   | 1973 - 1976        | CO 3 /41      | 90              | 6,0           | 20/25       |
| 65 N        | ex OM Leoncino 35                   | 1973 - 1976        | CO 3 /41      | 90              | 6,5           | 20/25       |
| 70 N        | ex OM Daino 40                      | 1973 - 1976        | CO 3 /41      | 90              | 7,0           |             |
| 75 N        | ex OM Daino 45                      | 1973 - 1976        | CO 3 /41      | 90              | 7,5           | 25          |
| Fiat-OM 80N | ex OM Tigrotto 50 - Versión < 7,5 t | 1972 - 1976        | 8060 .02      | 122             | 7,5           | 30          |
| 80 N        | ex OM Tigrotto 50 - y ex Fiat 645   | 1972 - 1976        | 8060 .02      | 122             | 8,2           | 30          |
| 90 N        | ex OM Tigrotto 55                   | 1972 - 1976        | 8060 .02      | 122             | El 8.8        |             |
| 100 E       | ex OM Tigrotto 65                   | 1973 - 1976        | 8060 .02      | 122             | 10,0          |             |

### La serie Fiat PC 4x4
La serie PC - a-Vehículo 4x4 todo terreno militar y civil - Fabricados en la fábrica de Lancia Veicoli Speciali , Bolzano
| Modelo                                        | Años de producción | Tipo De Motor | Potencia hp DIN | PTC toneladas |
| --------------------------------------------- | ------------------ | ------------- | --------------- | ------------- |
| Fiat 75 PC (4x4)                              | 1975 - 1979        | 8060 .02      | 122             | 7,9           |
| Fiat 90 PC (4x4)                              | 1975 - 1979        | 8060 .02      | 122             | 9,2           |
| Fiat FNM 70 - (Fiat 625 construido en Brasil) | 1973               | CO 3 /41      | 90              | 7,0           |

### Los vehículos especiales antes de 1950
| Modelo                                                               | Años de producción | Tipo De Motor | Desplazamiento | Potencia hp DIN | PTC toneladas |
| -------------------------------------------------------------------- | ------------------ | ------------- | -------------- | --------------- | ------------- |
| Fiat SPA 36R 4x2                                                     | 1933 - 1934        | Fiat 18       | 4226           | 50              | 4,5           |
| SPA TL 37 4x4                                                        | 1937 - 1947        | Fiat 18 TL    | 4053           | 57              | 4,5           |
| FIAT TL 37 4x4 civil                                                 | 1947 - 1948        | Fiat 18 TL    | 4053           | 57              | 4,5           |
| SPA TL 37 4x4                                                        | De 1937 a 1948     | Fiat 18 TL    | 4053           | 60              | 4,1           |
| SPA T-40 4x4                                                         | De 1941 a 1948     | Fiat 366      | 9365           | 108             | 8,2           |
| FIAT T 40 civil                                                      | 1947 - 1948        | Fiat 366      | 9365           | 108             | 8,2           |
| Fiat SPA 38R                                                         | 1936 - 1944        | Fiat 18 R     | 4053           | 55              | El 5.9        |
| SPA 38 RA                                                            | 1936 - 1944        | Fiat 18 R     | 4053           | 55              | El 5.9        |
| SPA 39 R / 45                                                        | 1945 - 1947        | Fiat 18 R     | 4053           | 60              | 6,1           |
| FIAT 45 civil                                                        | 1947 - 1948        | Fiat 18 R     | 4053           | 60              | 6,1           |
| SPA CL39 de patentes OM                                              | 1940 - 1945        | Fiat SPA CLF  | 1628           | 25              | 2,7           |
| SPA CL 39 Colonial                                                   | 1940 - 1945        | Fiat SPA CLF  | 1628           | 25              | El 2.8        |
| SPA 727 con rastreador de matrícula trasera asignado a Krauss Maffei | 1943 - 1945        |               |                |                 |               |
| Fiat Dovunque 33 (6x4) (Fiat 612) - 3 ejes                           | 1932 - 1936        | Fiat 122B     | 2953           | 46              | 5,8           |
| SPA Dovunque 35 (6x4)                                                | 1936 - 1948        | Fiat 18 D     | 4053           | 60              | El 7.4        |
| SPA Dovunque 41 (6x4 y 6x6)                                          | 1943 - 1945        | Fiat 366      | 9365           | 115             | 15,3          |
| SPA 10.000 (6x4 & 6x2)3-eje - derivados de la DOV 41                 | 1945 - 1947        | Fiat 366      | 9365           | 113             | 18,1          |
| FIAT HA de 10000 (6x4) civil - Motor de 4 válvulas                   | 1947 - 1948        | Fiat 366/45   | 9365           | 108             | 18,0          |

### Vehículos militares, especial y de la construcción después de 1950
| Modelo                                                                                   | Años de producción | Tipo De Motor | Desplazamiento cm3 | Potencia hp DIN | PTC toneladas |
| ---------------------------------------------------------------------------------------- | ------------------ | ------------- | ------------------ | --------------- | ------------- |
| SPA DOV. 50 (6x4 y 6x6) construcción Dovunque 41                                         | 1950 - 1951        | 368 Var.18    | 10170              | 110             | 13,8          |
| SPA DOV. 50 (6x4 y 6x6) distancia entre ejes larga                                       | 1950 - 1951        | 368 Var.18    | 10170              | 110             | 14,2          |
| Fiat TM 48 ex S. P. A. tractor de la artillería                                          | 1948 - 1953        | 368 Var 8     | 10170              | 110             | 8,2           |
| Fiat TP 50 tractor de la artillería                                                      | 1953 - 1954        | 203.0 /18     | 10170              | 110             | 14,2          |
| Fiat TM 53 tractor de la artillería                                                      | 1953 - 1954        |               |                    |                 |               |
| Fiat 639 N CM 50 - 4x4 versión militar, el camión de la OTAN                             | 1950 - 1952        | 364.8         | 6032               | 72              | 8,5           |
| Fiat 639 N CM 52 - 4x4 estándares de la OTAN                                             | 1952 - 1955        | 364A          | 6650               | 92              | 9,9           |
| Fiat 639 N2 55 CM (Tipo 6600) 4x4 de la OTAN                                             | 1955 - 1976        | 364A          | 6650               | 92              | 9,9           |
| Fiat 639 N2 CM 56 CM (Tipo 6601) 6x6 de la OTAN                                          | 1956 -             | 230.0/.1      | 10676              | 220             | 18            |
| Fiat 645 N militar                                                                       | 1959 - ??          | 213           | 4678               | 90              | 8,5           |
| Fiat 693 N1 Z (6x4) ver. militar 693N a 156t                                             | 1966 - 1970        | 221           | 12883              | 208             | 18,0          |
| Fiat 680 CP 48 (4x4) ver. militar 680N                                                   | 1949 - 1953        | 368           | 10170              | 123             | 14,0          |
| Fiat CP 62/70 (Tipo 6602) (4x4)                                                          | 1962 - 1975        |               |                    |                 | 14,0          |
| Fiat CP 62/70 (Tipo 6607)(6x6) militar                                                   | 1962 - 1975        |               |                    |                 | 18,0          |
| Fiat 6640A Anfibio 4x4 camión anfibio para la protección contra incendios y usos civiles | 1973 - 20**        | 8060          | 5184               | 177             |               |

Vehículos excepcional para el transporte de descuento-código son construidos por SIVI, hasta 172 t
| Modelo                                                          | Años de producción | Tipo de motor | Desplazamiento en cm³ | Potencia hp en DIN | PTC en toneladas |
| --------------------------------------------------------------- | ------------------ | ------------- | --------------------- | ------------------ | ---------------- |
| Fiat 640 N                                                      | 1949 - 1952        | 364           | 6032                  | 72                 | 8,5              |
| Fiat 642 N                                                      | 1952 - 1955        | 364 A         | 6650                  | 92                 | 9,28             |
| Fiat 642 T tractor (semi-remolque)                              | 1953 - 1955        | 364 A         | 6650                  | 92                 | 21,3             |
| Fiat 642 N2                                                     | 1955 - 1958        | 364 A         | 6650                  | 92                 | 9,5              |
| Fiat 642 T2 tractor (semi-remolque)                             | 1956 - 1958        | 364 A         | 6650                  | 92                 | 21,5             |
| Fiat 642 N6                                                     | 1956 - 1960        | 364 A /58 V.2 | 6650                  | 92                 | 10,55            |
| Fiat 642 N6R con remolque                                       | 1958 - 1960        | 364 A /58     | 6650                  | 100                | 10,6 / 22,5      |
| Fiat 642 T6 tractor (semi-remolque)                             | 1958 - 1960        | 364 A /58     | 6650                  | 100                | 26,0             |
| Fiat 642 N65 astillero                                          | 1960 - 1963        | 364 A./60     | 7298                  | 120                | 11,15            |
| Fiat 642 N65R con remolque                                      | 1960 - 1963        | 364 A./60     | 7298                  | 120                | 11,2 / 23,2      |
| Fiat 642 T65 tractor (semi-remolque)                            | 1960 - 1963        | 364 A./60     | 7298                  | 120                | 28               |
| Fiat 643 N con remolque 28 t                                    | 1963 - 1970        | 220           | 9161                  | 160                | 12,85/16         |
| Fiat 643 N - Export 16t + remolque                              | 1963 - 1970        | 220           | 9161                  | 161                | 15,85/28         |
| Fiat 643 N1 con remolque 32 t                                   | 1963 - 1970        | 220           | 9161                  | 160                | 16,0             |
| Fiat 643 N1 Exportación                                         | 1963 - 1970        | 220           | 9161                  | 160                | 16,4             |
| Fiat 643 T/T1 tractor (semi-remolque)                           | 1963 - 1970        | 220           | 9161                  | 160                | 32,2             |
| Fiat 673 N/NR remolque                                          | 1970 - 1973        | CP 3          | 7412                  | 145                | 14,3             |
| Fiat 670 N                                                      | 1949 - 1952        | 364           | 6032                  | 72                 | 12,44            |
| Fiat 671 N                                                      | 1953 - 1955        | 364 A Var.44  | 6650                  | 92                 | 14,0             |
| Fiat 671 N2 nueva cabina                                        | 1955 - 1960        | 364 A Var.44  | 6650                  | 92                 | 14,0             |
| Fiat 671 N3                                                     | 1960 - 1963        | 364 A./60     | 7298                  | 120                | 14,0             |
| Fiat 643 E exportación                                          | 1964 - 1968        | 220           | 9161                  | 160                | 15,5             |
| Fiat 643 ER 28 t con remolque                                   | 1964 - 1970        | 220           | 9161                  | 160                | 15,5             |
| Fiat 643 EP 28 t con remolque                                   | 1964 - 1968        | 220           | 9161                  | 160                | 17,0             |
| Fiat 643 EP                                                     | 1968 - 1970        | 220           | 9161                  | 168                | 17,5             |
| Fiat 643 EP (6x2) Procesamiento fresia                          | 1968 - 1970        | 220           | 9161                  | 160                | 22,5             |
| Fiat 643 EPT (6x2) Tractor con remolque de procesamiento Fresia | 1968 - 1970        | 220           | 9161                  | 32,0               |                  |

#### SERIE 680
| Modelo                                                                                    | Años de producción | Tipo de motor | Cilindrada en cm3 | Potencia hp DIN | PTC toneladas  |
| ----------------------------------------------------------------------------------------- | ------------------ | ------------- | ----------------- | --------------- | -------------- |
| Fiat 680 N                                                                                | 1949 - 1952        | 368           | 10170             | 123             | 14,0           |
| Fiat 680 CP 48 (4x4) militar                                                              | 1949 - 1953        | 368           | 10170             | 123             |                |
| Fiat 682 N                                                                                | 1952 - 1953        | 368           | 10170             | 123/140         | 14,0           |
| Fiat 682 N1                                                                               | 1953 - 1955        | 203.0 /.1     | 10676             | 140             | 14,0           |
| Fiat 682 N - 3 plazas                                                                     | 1953 - 1955        | 203.0 /.1     |                   |                 |                |
| Fiat 682 T tractor-tráiler (remolque)                                                     | 1953 - 1955        | 203.0 /.1     | 10676             | 140             | 28,0           |
| Fiat 682 N/ 682 T turbo compresor                                                         | 1954 - 1960        | 203.0/45      | 10676             | 160             | 14,0           |
| Fiat Dina 682 N / 682 T turbo compresor - tipo 203.0/45 - Fiat-Dina / México              | 1953 - 1959        | 203.0/45      | 10676             | 160             | 25,0           |
| Fiat 682 N2 - 32 t con remolque                                                           | 1955 - 1964        | 203.0 /.1     | 10676             | 150/152         | 14,0           |
| Fiat 682 N2 S motor turbodiésel                                                           | 1959 - 1962        | 203 S         | 10676             | 180             | 14,0           |
| Fiat 682 N2 - Exportación - 32,35 & 40 t                                                  | 1959 - 1965        | 203.0 /.1     | 10676             | 152             | 17,5           |
| Fiat 682 T2 tractor-tráiler (remolque) 28 à 32 t                                          | 1955 - 1964        | 203.0 /.1     | 10676             | 150/152         | 32,0           |
| Fiat 682 T2 S motor turbodiésel                                                           | 1959 - 1962        | 203 S         | 10676             | 180             | 32,0           |
| Fiat 682 T2 - tractor-tráiler(remolque)- 35/38 toneladas según el país                    | 1959 - 1964        | 203.0 /.1     | 10676             | 152             | 40,0           |
| Fiat 682 N2 - 3 plazas (6x2) versión                                                      | 1958 - 1964        | 203.0 /.1     | 10676             | 152             | 18,0           |
| Fiat 682 N3 versin export 17,5/35-38 t                                                    | 1962 - 1966        | 203 A./61     | 11548             | 179             | 14,0/17,5 - 38 |
| Fiat 682 T3 tractor-tráiler(remolque)- 35/38 toneladas según el país                      | 1962 - 1966        | 203 A./61     | 11548             | 179             | 32,0/38        |
| Fiat 682 N3 - 40 t                                                                        | 1964 - 1970        | 203 A./61     | 11548             | 185             | 18,0           |
| Fiat 682 T3 -de 35/38 t según el país                                                     | 1964 - 1970        | 203 A./61     | 11548             | 185             | 38,0           |
| Fiat 682 N4 /682 N3 "Roi d'Afrique" -Rey de África- montado en Nigaeria hasta el año 1989 | 1970 - 1984        | 203 A./61     | 11548             | 177             | 17,0           |
| Fiat 682 T4 /682 T3 "Roi d'Afrique" tractor-tráiler (remolque)                            | 1970 - 1984        | 203 A./61     | 11548             | 177             | 40,0           |
| Fiat 684 N - 32 t avec remorque - nouvelle cabine                                         | 1970 - 1980        | 8200.02 A     | 9819              | 200             | 15,5           |
| Fiat 684 NP (OM 160)                                                                      | 1974 - 1980        | 8200.02 A     | 9819              | 200             | 17,0           |
| Fiat 684 T/TL/TP tractor-tráiler (remolque)                                               | 1970 - 1980        | 8200.02 A     | 9819              | 200             | 40,0           |
| Fiat 682 BT5 Version fabriquée au Nigeria                                                 | 1980 - 1990        | 8210.02       | 13798             | 230             | 40,0           |
| Fiat 683 T - tractor-tráiler (remolque)                                                   | 1967 - 1970        | 221           | 12883             | 208             | 32,0           |
| Fiat 683 N distancia entre ejes larga                                                     | 1967 - 1970        | 221           | 12883             | 208             | 14,0           |

#### SERIE Pesada Internacional 619
| Modelo                                                                       | Años de producción | Tipo De Motor | Desplazamiento cm3 | Potencia hp DIN | PTC toneladas |
| ---------------------------------------------------------------------------- | ------------------ | ------------- | ------------------ | --------------- | ------------- |
| Fiat 619 N transportista + remolque Italia 32t                               | 1964 - 1970        | 221           | 12883              | 208             | Un 14.0 - 32  |
| Fiat 619 N - Exportación 35/40 t según países (en Bélgica por VanHool)       | 1964 - 1967        | 221           | 12883              | 208             | 19,0          |
| Fiat 619 T - Exportación trailers                                            | 1964 - 1967        | 221           | 12883              | 208             | 38,0          |
| Fiat 619 N - Exportación de la carretera de tren de 40t                      | 1967 - 1970        | 221           | 12883              | 230             | 19,0          |
| Fiat 619 N1 - nueva cabina - carretera de tren, o el 32,5/44 t según el país | 1970 - 1980        | 8210.02       | 13798              | 260             | 14,0/19 - 44t |
| Fiat 619 N1P sitio                                                           | 1970 - 1980        | 8210.02       | 13798              | 260             | 15,0          |
| Fiat 619 T1/Q1F tractor-semirremolque-nueva cabina                           | 1970 - 1980        | 8210.02       | 13798              | 260             | 32,0/44       |

#### Carros de la SERIE de 6x2: 690 - 691 - 180
| Modelo | Años de producción | Tipo De Motor | Desplazamiento cm3 | Potencia hp DIN | PTC toneladas |
| --- | ------------------ | ------------- | ------------------ | --------------- | ------------- |
| Fiat 690 N (6x2) 2 eje de dirección antes de | 1960 - 1961        | 203           | 10676              | 152             | 18,0/22 (8x2) |
| Fiat 690 NS (6x2) motor con turbo compresor | 1960 - 1961        | 203 S         | 10676              | 180             | 18,0/22       |
| Fiat 690 T (6x2) tractor-semirremolques | 1961 - 1961        | 203           | 10676              | 152             | 32,0/40       |
| Fiat 690 TS (6x2) motor con turbo compresor | 1961 - 1961        | 203 S         | 10676              | 180             | 32,0/40       |
| Fiat 690 N1 (6x2) transformación 8x2 por los especialistas para la combinación de 4+4 44t                                                         | 1961 - 1968        | 203 A. /61    | 11548              | 177             | 18,0/22 - 44t |
| Fiat 690 N1 (6x2) la Exportación de Turbo | 1964 - 1968        | 203           | 11548              | 180             | 18,0/22 - 40t |
| Fiat 690 T1 (6x2) tractor-semirremolques 32/40 t                                                                                                  | 1961 - 1969        | 203 A./61     | 11548              | 177             | 32,0/40       |
| Fiat 690 T1 (6x2) Exportación | 1964 - 1969        | 203 A.        | 11548              | 180             | 32,0/35       |
| Fiat 690 N2 (6x2) en Italia de procesamiento para las combinaciones de la línea aérea de 4 ejes 22t más remolque 22t "Millepattes" = 44 toneladas | 1966 - 1968        | 203 A./61     | 11548              | 177             | 19,0/22       |
| Fiat 690 N2 - Exportación (6x2) 38 toneladas | 1966 - 1970        | 203 A./61     | 11548              | 194             | 18,5          |
| Fiat 690 N3 (6x2) | 1968 - 1970        | 221.3         | 12883              | 180             | 18,0/22       |
| Fiat 690 T2 (6x2) tractor-semirremolque | 1970 - 1971        | 203 A./61     | 11548              | 177             | 38,0/40       |
| Fiat 690 N4 (6x2) para el procesamiento de 8x2 | 1970 - 1971        | 8200.02 Ha    | 9819               | 200             | 18,0/22 - 44  |
| Fiat 691 N (6x2) 2 ejes delanteros directores, la nueva cabina                                                                                    | 1970 - 1974        | 8210.02.050   | 13798              | 225             | 18,0/22 - 44  |
| Fiat 691 T (6x2) tractor-semirremolques-nuevo cab                                                                                                 | 1973 - 1974        | 8210.02 R     | 13798              | 225             | 38,0/40       |
| Fiat 691 NP (6x2) para el procesamiento de 8x2 de 22t + remolque 22t en Italia                                                                    | 1973 - 1974        | 8210.02 R     | 13798              | 225             | 18,0/22 - 44  |
| Fiat-OM 180 (6x2) transformación 8x2 por los especialistas                                                                                        | 1974 - 1977        | 8210.02       | 13798              | 260             | 18,0/22 - 44  |

#### Carros de la SERIE de superpesado 6x4: 693 - 697 - 300 - 330
| Modelo                                                                                         | Años de producción | Tipo De Motor | Desplazamiento cm3 | Potencia hp DIN | PTC toneladas |
| ---------------------------------------------------------------------------------------------- | ------------------ | ------------- | ------------------ | --------------- | ------------- |
| Fiat 693 N (6x4) sitio de construcción 30t                                                     | 1965 - 1966        | 221           | 12883              | 210             | 18,0/30       |
| Fiat 693 T (6x4) tractor-semirremolques construcción de 56 toneladas                           | 1965 - 1966        | 221           | 12883              | 210             | 32,0/56       |
| Fiat 693 N1 (6x4)                                                                              | 1966 - 1970        | 221           | 12883              | 200             | 18,0/30       |
| Fiat 693 N1Z (6x4) transportes excepcionales                                                   | 1966 - 1970        | 221           | 12883              | 208             | 18,0/72       |
| Fiat 693 N1 de Exportación (6x4) - 46t                                                         | 1966 - 1970        | 221           | 12883              | 230             | 26,0/46       |
| Fiat 693 T1 (6x4) tractor-semirremolques, patio de 56 t                                        | 1966 - 1970        | 221           | 12883              | 208             | 32,0/56       |
| Fiat 693 T1 Exportación (6x4) tractor-semirremolques                                           | 1966 - 1970        | 221           | 12883              | 230             | 38,0          |
| Fiat 697 N (6x4) nueva de la cabina                                                            | 1970 - 1976        | 8210.02       | 13798              | 260             | Un 26.5/33    |
| Fiat 697 (6x4) Exportación                                                                     | 1973 - 1976        | 8210.02       | 13798              | 260             | Un 26.5/44    |
| Fiat 697 T (6x4) tractor                                                                       | 1970 - 1976        | 8210.02       | 13798              | 260             | Con 41.5/56   |
| Fiat 697 NP/NG (6x4) para usos sitio muy pesado volquetes cómo llegar                          | 1970 - 1980        | 8210.02       | 13798              | 260             | De 27.5/33    |
| Fiat 697 N1 (4x2 y 6x4) versión construido en Argentina - carretera de tren de 40/45 toneladas | 1972 - 1978        | 221 Una       | 13798              | 260             | 19,5/45       |
| Fiat 697 T1 (4x2) tractor-semirremolques                                                       | 1972 - 1978        | 221 Una       | 13798              | 260             | 38,0/56       |
| Unic 697 N/NP (6x4) ídem Fiat 697 N/NP                                                         | 1970 - 1980        | 8210.02       | 13798              | 285 SAE         |               |
| Unic 260 (6x4) camión patio - motor Fiat 330 ch después de 1976                                | 1971 - 1976        | V 85 S        | 14886              | 307             | 26,0          |
| Unic 260 (6x4) menos potente motor de Francia                                                  | 1970 - 1975        | V 82 S        | 14886              | 240             | 26,0          |
| Fiat/OM 300 PC26/PT (6x4) en la carretera de tren 56 t en Italia                               | 1974 - 1982        | 8210          | 13798              | 260             | 33,0/56,0     |

FNM 130 (Brasil) 13 t con la cabina de la anterior gama media - 1974 - motor OM CP3 - 7 412 cm³ 145 hp a 13.0 t

## Camiones Fiat V. I. fabricados en el extranjero
- En Francia Unic fabricó la gama mediana, hecha de los motores para el grupo y distribuido con el conjunto de la gama Fiat V.I. parada en 1978.
- Hasta en 1989 en Nigeria, fabricación del Fiat caracterizó 682 "baffo".
- Fabricación en Argentina de la gama Fiat V.I. y en Brasil hasta en 1990 de los camiones FNM-Fiat.
- En Turquía, fue bajo la marca Otoyol.

A partir de 1983 la sola marca comercializada es Iveco. En Argentina, el nombre Fiat-Iveco está quedado hasta en 1995, cuando es reemplazado finalmente por Iveco

## Lista de autocares y de autobuses FIAT de 1935 hasta 1975.
Al igual que en los camiones, Fiat suministró sus producciones bajo el nombre de la marca hasta 1975, fecha en la que se creó IVECO.
Desde 1999, la gama autobús de transporte común era distribuida bajo la marca Irisbus que ha sido renombrada como Iveco Bus en 2013.
| Modelo                    | Años de producción | Tipo                        | Tipo Motor                        | Cylindrée cm3         | Potencia ch DIN    | Longitud                    |
| ------------------------- | ------------------ | --------------------------- | --------------------------------- | --------------------- | ------------------ | --------------------------- |
| Fiat 635R Esencia         | 1935 - 1948.       | Autobús urbano-línea        | Fiat 350                          | 6.220                 | 55                 | 9,00                        |
| Fiat 635R diésel          | 1936 - 1938.       | Autobús urbano - línea      | Fiat 355                          | 8.355                 | 80                 | 9,00                        |
| Fiat 635R/2 diésel        | 1938 - 1948.       | Autobús urbano - línea      | Fiat 255                          | 9.972                 | 125                | 9,00                        |
| Fiat 656F                 | 1935 - 1948.       | Trolleybus                  |                                   |                       |                    | 10,0                        |
| Fiat 626RN                | 1935 - 1948.       | Autobús urbano - línea      |                                   |                       |                    | 10,0                        |
| Fiat 666RN                | 1935 - 1948.       | Autobús urbano - línea      |                                   |                       |                    | 10,0                        |
| Fiat 672F                 | 1941 - 1954.       | Trolleybus                  |                                   |                       |                    | 12,0                        |
| Fiat 640/642              | 1950 - 1956.       | Autobús urbano - línea - GT |                                   |                       |                    | 7,5                         |
| Fiat 668F                 | 1950 - 1953.       | Trolleybus                  |                                   |                       |                    | 10,5                        |
| Fiat 680/682 RN           | 1950 - 1958.       | Autobús urbano - línea      |                                   |                       |                    | 10,0                        |
| Fiat 401                  | 1953 - 1958        | Autobús urbano              | Fiat 203                          | 10.676                | 150 @ 2.000 tr/min | 11,00                       |
| Fiat 2401                 | 1953 - 1958        | Trolleybus urbano           | Tecnomasio                        |                       |                    | 11,00                       |
| Fiat 405                  | 1952 - 1966.       | Autobús urbano              | Fiat 203                          | 10.676                | 140 @ 2.000 tr/min | 10,5 / 11,0                 |
| Fiat 2405                 | 1955 - 1960.       | Trolleybus urbano           | Ansaldo - Marelli - Tecnomasio    |                       | 110 kW             | 11,00 / 17,10               |
| Fiat 404                  | 1955 -             | Autobús urbano              |                                   |                       |                    | 8,0                         |
| Fiat 411                  | 1956 - 1958.       | Autobús urbano - línea      | Fiat 203                          | 10.676                | 150 @ 2.000 tr/min | 11,00                       |
| Fiat 411.1                | 1958 - 1958.       | Autobús urbano - línea      | Fiat 310                          | 11.548 @ 1.900 tr/min | 178                | 11,00                       |
| Fiat 2411                 | 1958 - 1958.       | Trolleybus                  | Tecnomasio                        |                       | 160 kW             | 11,00 / 18,00               |
| Fiat 306/1                | 1956 - 1960.       | Autocar de línea - GT       | Fiat 203                          | 10.676                | 140 @ 1.900 tr/min | 11,0                        |
| Fiat 306/2                | 1960 - 1962.       | Autocar línea - GT          | Fiat 203H                         | 10.676                | 144 @ 1.800 tr/min | 11,0                        |
| Fiat 306.3                | 1962 - 1982.       | Autocar línea - GT          | Fiat 203 H/61                     | 11.548                | 173 @ 1.800 tr/min | 11,0                        |
| Fiat 2472 Viberti         | 1958 - 1965.       | Trolleybus                  | Compagnia Generale di Elettricità |                       |                    | 18,00                       |
| Fiat 309/1                | 1958 - 1963.       | Autocar de línea - GT       | Fiat 220H                         | 9.161                 | 150                | 9,00 / 10,50                |
| Fiat 309/2                | 1963 - 1970.       | Autocar de línea - GT       | Fiat 8200.12                      | 9.819                 | 194                | 9,00 / 10,50                |
| Fiat 410                  | 1960 - 1968.       | Autobús urbano              | Fiat 310H                         | 10.676                | 150 @ 2.000 tr/min | 8,40 - 9,30 - 10,20 - 11,00 |
| Fiat 410TIENE             | 1968 - 1973.       | Autobús urbano              | Fiat 310H/61                      | 11.548                | 176 @ 1.900 tr/min | 8,40 - 9,30 - 10,20 - 11,00 |
| Fiat 314/1                | 1961 - 1967.       | Midibus línea - GT          | Fiat 213H1                        | 4.678                 | 98                 | 7,5                         |
| Fiat 314/2                | 1967 - 1972.       | Midibus línea - GT          | Fiat 8060.11                      | 4.678                 | 110                | 7,5                         |
| Fiat 314/3                | 1972 - 1978.       | Midibus línea - GT          | Fiat 8060.12                      | 5.183                 | 121                | 7,5                         |
| Fiat 412                  | 1961 - 1970.       | Autobús urbano 2 escalones  | Fiat 412H/61                      | 11.548                | 176 @ 1.900 tr/min | 8,70                        |
| Fiat 413 Monotral Viberti | 1961               | Autobús urbano 2 escalones  | Fiat 203.0/156                    | 10.676                | 150 @ 1.900 tr/min | 12,0                        |
| Fiat 414                  | 1960 - 1973.       | Midibus urbano              | Fiat 212                          | 4.678                 | 110                | 6,95 - 7,45                 |
| Fiat 409                  | 1962 - 1972.       | Bastidor autobús urbano     | Fiat 220H                         | 9.161                 | 153                | 8,50 - 10,00                |
| Fiat 409TIENE             | 1972 - 1979.       | Bastidor autobús urbano     | Fiat 8200                         | 9.819                 | 194                | 11,50 - 12,00               |
| Fiat 320                  | 1969 - 1971.       | Bastidor autocar línea - GT | Fiat 220H                         | 9.161                 | 160                | 10,80                       |
| Fiat 416                  | 1964 - 1973.       | Bastidor midibus urbano     | Fiat 8060.01                      | 4.676                 | 114                | 6,60                        |
| Fiat 343                  | 1966 - 1978.       | Bastidor autocar línea & GT | Fiat 8200.12                      | 9.819                 | 194                | 11,0                        |
| Fiat 343L                 | 1972 - 1978.       | Autocar línea & GT          | Fiat 8200.13/6                    | 10.308                | 208                | 11,00 - 12,00               |
| Fiat minibus              | 1970 - 1987.       | urbano                      |                                   |                       |                    | 5,5                         |
| Fiat 308                  | 1971 - 1977.       | Autocar línea & GT          | Fiat 8200.12                      | 9.819                 | 194                | 9,00 - 10,50                |
| Fiat 418                  | 1972 - 1982.       | Autobús urbanas & afueras   | Fiat 8200.12                      | 9.189                 | 183/194            | 10,00 - 11,00               |
| Fiat 421                  | 1973 - 1980.       | Autobús urbano              | Fiat 8210.12                      | 13.798                | 220                | 11,00 - 12,00               |
| Fiat 420                  | 1975 - 1979.       | Autobús de afueras          | Fiat 8200.12                      | 9.819                 | 194                | 11,80                       |
| Fiat 370.26               | 1976 - 1980.       | Autocar de línea & GT       | Fiat 8210.02                      | 13.798                | 260                | 10,00 - 11,00 - 12,00       |
| Fiat 370.20               | 1977 - 1980.       | Autocar de línea & GT       | Fiat 8220.02                      | 9.572                 | 200                | 9,00 - 10,00                |
| Fiat 370.25               | 1980 - 1984.       | Autocar de línea & GT       | Fiat 8260.02                      | 12.876                | 260                | 9,00 - 10,00 - 12,00        |
| Fiat 370.35               | 1981 - 1990.       | Autocar de línea & GT       | Fiat 8280.02                      | 17.173                | 352                | 10,00 - 11,00 - 12,00       |
| Fiat 370.24               | 1984 - 1993.       | Autocar de línea & GT       | Fiat 8220.22                      | 9.572                 | 240                | 10,00 - 12,00               |
| Fiat 370.30               | 1984 - 1993.       | Autocar de línea & GT       | Fiat 8210.22                      | 13.798                | 304                | 10,00 - 12,00               |
| Fiat 370SE                | 1994 - 2001.       | Autocar de línea & GT       | Fiat 8460.41S                     | 9.498                 | 290/345            | 9,00 - 10,00 - 12,00        |
| Fiat 315                  | 1978 - 1983        | Midibus línea & GT          | Fiat 8060.04                      | 5.499                 | 130                | 7,56                        |
| Iveco 315                 | 1983 - 2001        | Midibus línea & GT          | Fiat 8060.24S                     | 5.499                 | 180                | 7,5                         |
| Fiat 470/570/670          | 1979 - 1986.       | Autobús urbanas - afueras   | Fiat 8220.12                      | 9.572                 | 240                | 10,5 - 12,0 - 18,0          |

- 100 anni di camión Fiat en Negri Editore
- Illustratofiat - 1970
- Tuttotrasporti
- La Enciclopedia Mundial De los Camiones, Manise, Una Marca De las Ediciones Minerva

- Datos: Q3071295